# Ігор Петкович
Ігор Петкович ((серб. Игор Петковић, Igor Petković), нар. 3 вересня 1983, Рієка, СФРЮ) — сербський футболіст, захисник узбецького клубу Нефтчі (Фергана).

## Кар'єра гравця
Петкович дебютував у професійному футболі в 2001 році, граючи за «Младост» (Апатин). У 18 років Петкович підписав п'ятирічний контракт з київським «Динамо». Ігор дебютував у системі «Динамо», провівши перший тайм у матчі 18-го туру першої ліги чемпіонату України в складі «Динамо-2» проти кіровоградської «Зірки». У перерві він був замінений на Лучука. Петкович виступав на звичній для себе позиції правого захисника. Однак, серб не зміг проявити своїх найкращих якостей, у значній мірі через відсутність ігрової практики, Ігор близько чотирьох місяців заліковував травму. Свій єдиний матч за першу команду він провів 23 жовтня 2005 року проти «Кривбасу», кияни перемогли з мінімальним рахунком. Крім того, Петкович чотири рази здавався в оренду, у тому числі «Ворсклі» та «Зорі». У 2009 році він повернувся на батьківщину, де провів один сезон за «Срем». З 2010 року Петкович представляє чемпіонат Узбекистану, де грав за «Машал» та «Алмалик».